# Condroz
██ Condroz
Condroz je regija koja se proteže kroz belgijske pokrajine Namur, Liège i Hainaut. Glavno mjesto ove regije je  Ciney.
U širem smislu, Condroz pokriva površinu od 3.750 km² i proteže se od zapada prema istoku: u okolici Beaumonta u pokrajini Hainaut, zatim se nastavlja kroz pokrajinu Namur i završava u pokrajini Liège blizu mjesta Louveigné. Condroz se vrlo malim dijelom nalazi i u pokrajini Luxembourg, u sjevernom dijelu općine Durbuy. Regija je 150 km široka od zapada prema istoku, te dugačka 25 km u smjeru sjever-jug. Prirodne regije koje graniče s ovom su: Hesbaye na sjeveru, Pays de Herve na sjeveroistoku, Ardeni na istoku, te Fagne-Famenne na jugu.